# Ukėlajat
L'Ukėlajat (in russo Укэлаят?) è un fiume dell'Estremo Oriente russo. Scorre nel rajon Oljutorskij del Territorio della Kamčatka e sfocia nel Mare di Bering.
Il fiume ha origine dai monti Ukėlajat e scorre in direzione orientale. Nel suo basso corso si divide in molti canali. La sua lunghezza è di 188 km, l'area del bacino è di 6 820 km². Sfocia nella baia di Dežnëv, nelle acque del mare di Bering. Il suo maggior affluente è il Pikas'vajam (lungo 148 km) che confluisce da sinistra a 70 km dalla foce.